# Engin Akyürek
Engin Akyürek (Ankara, 1981. október 12. –) török színész.

## Pályafutása
Édesapja kormányhivatalnok, édesanyja háztartásbeli. Egy bátyja van. 2002-ben szerzett diplomát az Ankarai Egyetemen történelem és idegennyelvek szakán.
2004-ben kapta első szerepét a Yabancı damat című sorozatban, itt Kadir szerepét alakította. 2006-ban a Végzet című drámában volt látható, majd megkapta Nizipli szerepét a Karayılan című sorozatban.
2009-ben a Bir bulut olsam című mini-sorozat Mustafáját alakította. 2010 és 2011 közt Beren Saat partnere volt a Fatmagül című drámasorozatban, amelyet Magyarországon a TV2 kereskedelmi csatorna mutatott be először.  2014-ben a Bi Küçük Eylül Meselesi című filmben kapott szerepet, illetve Ömer szerepét alakította a Piszkos pénz, tiszta szerelem című sorozatban. Ez utóbbiban Tuba Büyüküstün színésznő volt a partnere és ezt az sorozatot Magyarországon az Izaura TV sugározta először. 
2017-ben az Ölene Kadar című TV sorozat főhősét, Dağhan Soysürt alakította, partnernője a Szerelemben, háborúban Mürvetje, Fahriye Evcen volt. 
2018-ban egy misztikus drámát forgatott, 2019-ben pedig Bergüzar Korellel játszott a Bir Aşk İki Hayat című romantikus vígjátékban.
A nagykövet lánya című sorozatban Sancar Efe szerepét alakította, partnere Neslihan Atagül, majd Tuba Büyüküstün volt. Ezt a sorozatot Magyarországon a TV2 kereskedelmi csatorna sugározza. 
Állandó magyar hangja Horváth Illés.

## Szerepei

### Film- és sorozatszerepek
| Év   | Cím                     | Magyar cím                    | Szerepnév      | Magyar hang   |
| ---- | ----------------------- | ----------------------------- | -------------- | ------------- |
| 2004 | Yabancı Damat           |                               | Kadir          |               |
| 2006 | Kader                   | Végzet                        | Cevat          |               |
| 2007 | Karayılan               |                               | Nizipli Halim  |               |
| 2009 | Bir Bulut Olsam         |                               | Mustafa Bulut  |               |
| 2010 | Fatmagül'ün Suçu Ne?    | Fatmagül                      | Kerim Ilgaz    | Horváth Illés |
| 2014 | Bi Küçük Eylül Meselesi | Emlékek útvesztőjében         | Tekin          | Horváth Illés |
| 2014 | Kara Para Aşk           | Piszkos pénz, tiszta szerelem | Ömer Demir     | Horváth Illés |
| 2017 | Ölene Kadar             |                               | Dağhan Soysür  |               |
| 2018 | Çocuklar Sana Emanet    |                               | Kerem          |               |
| 2019 | Bir Aşk İki Hayat       |                               | Umut           |               |
| 2019 | Sefirin Kızı            | A nagykövet lánya             | Sancar Efeoğlu | Horváth Illés |